# Kingsburg
Kingsburg é uma cidade localizada no estado americano da Califórnia, no Condado de Fresno. Foi incorporada em 29 de maio de 1908.

## Geografia
De acordo com o United States Census Bureau, a cidade tem uma área de 7,3 km², onde todos os 7,3 km² estão cobertos por terra.

## Demografia
Segundo o censo nacional de 2010, a sua população é de 11 382 habitantes e sua densidade populacional é de 1 552,87 hab/km². Possui 4 069 residências, que resulta em uma densidade de 555,14 residências/km².